# NGC 322-1
NGC 322-1 (другие обозначения — NGC 322-А, ESO 243-15, MCG −7-3-3, AM 0054-435, PGC 3412) — линзообразная галактика (S0) в созвездии Феникс. Джон Дрейер описывал её «очень слабая, очень маленькая, круглая, немного ярче посередине, 3 звезда на запад».
Небесный объект находится недалеко от далёкой галактики с номером NGC 322B (PGC 95427).
По оценкам, расстояние до млечного пути 318 миллионов световых лет.
Объект был обнаружен 5 сентября 1834 года британским астрономом Джоном Фредериком Уильямом Гершелем.
Этот объект входит в число перечисленных в оригинальной редакции «Нового общего каталога».